# Вулиця Героїв Маріуполя (Кременчук)
Вулиця Героїв Маріуполя — одна з вулиць Кременчука. Протяжність близько 2100 метрів.

## Розташування
Вулиця розташована в нагірній частині міста. Починається з вул. Сержанта Мельничука та прямує на північний схід, де входить у Автокразівський бульвар.
Проходить крізь такі вулиці (з початку вулиці до кінця):
- Новокагамлицька
- Чередницька
- Арсенальний пров.
- Арсенальний проїзд
- проспект Свободи
- проїзд М'ясокомбіната

## Будівлі та об'єкти
- Буд. № 35-А — КП "Кременчукводоканал"[4].
- Буд. № 46 — ПрАТ «Кременчукгаз»[2].
- Буд. № 48 — ПрАТ «Кременчукм'ясо»[3].
- Буд. № 61-А — Дитячий садок №57
- Буд. № 65 — Кременчуцький ліцей №5 імені Т. Г. Шевченка[1].